# 県立大学駅
県立大学駅（けんりつだいがくえき）は、神奈川県横須賀市安浦町二丁目にある京浜急行電鉄本線の駅である。駅番号はKK60。

## 歴史

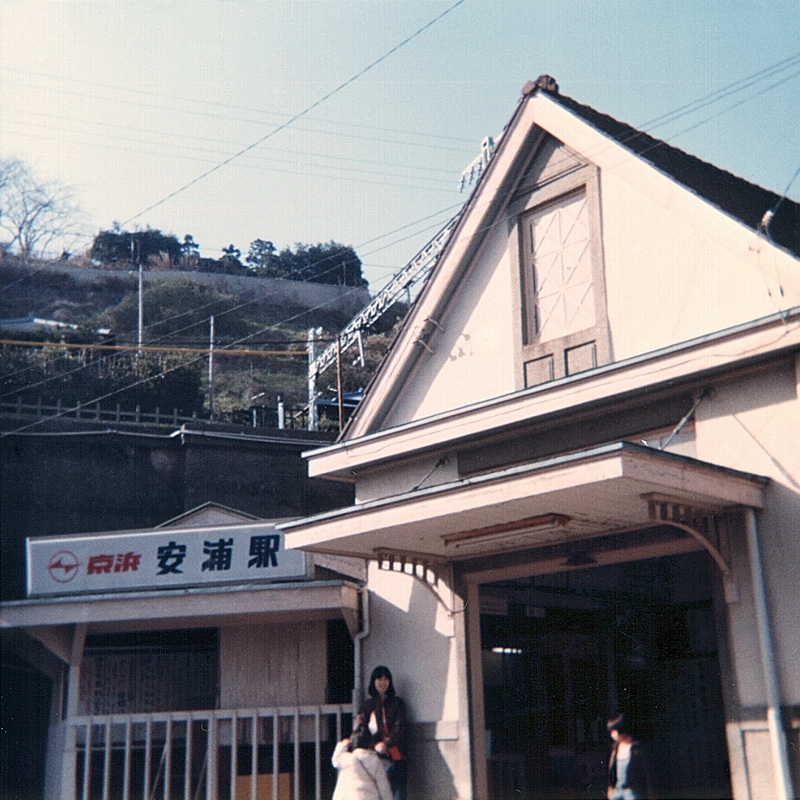
京浜安浦駅時代の駅舎（1982年12月）

- 1930年（昭和5年）4月1日 - 横須賀公郷駅として開業。
- 1941年（昭和16年）11月1日 - 湘南電気鉄道と京浜電気鉄道が合併、京浜電気鉄道の駅となる。
- 1942年（昭和17年）5月1日 - 京浜電気鉄道が東京横浜電鉄へ合併。東京急行電鉄（大東急）の駅となる。
- 1948年（昭和23年）6月1日 - 京浜急行電鉄が発足、京浜急行電鉄の駅となる。
- 1963年（昭和38年）11月1日 - 京浜安浦駅に改称。
- 1972年（昭和47年）12月18日 - ホーム有効長を4両分から6両分に延伸[1]。
- 1987年（昭和62年）6月1日 - 京急安浦駅に改称[2]。
- 2004年（平成16年）2月1日 - 県立大学駅に改称。
- 2005年（平成17年）2月下旬 - 現駅舎に建替え[3]。
- 2018年（平成30年）7月30日 - 北斗の拳と京浜急行電鉄とのコラボ、京急の120周年を記念した『北斗京急周年キャンペーン』により、同年9月17日までの期間限定で当駅の駅名看板が「北斗の拳立大学駅」に変更される[4]。

## 駅構造

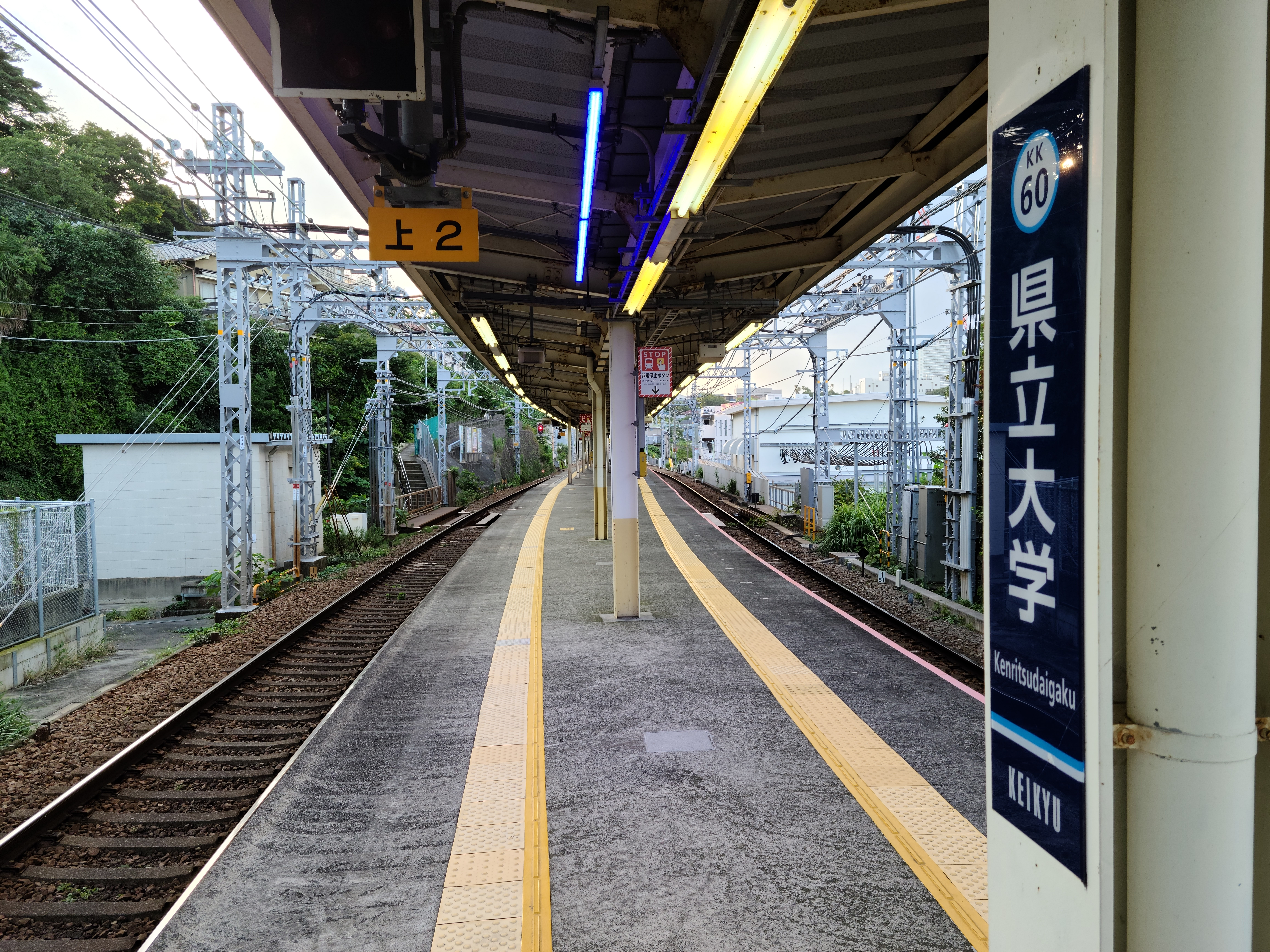
ホーム（2020年8月）

6両編成対応の島式ホーム1面2線を有する高架駅である。ホーム下の横須賀中央駅寄りに改札口があり、ホームとは階段とエレベーターで連絡している。駅構内には京急ステーションストアとホウトーベーカリー県立大学駅店が入居する。湘南電気鉄道開業時の駅舎が最後まで残る駅であったが、2005年に現駅舎に建て替えられた。横須賀市内で花火大会が開催する時は臨時に特急が停車する場合もある（ホームの有効長が6両までのため停車する特急は6両編成である）。

### のりば
| 番線 | 路線 | 方向 | 行先                    |
| ---- | ---- | ---- | ----------------------- |
| 1    | 本線 | 下り | 浦賀方面 / 三浦海岸方面 |
| 2    | 本線 | 上り | 横浜・品川方面          |

## 利用状況
2024年（令和6年）度の1日平均乗降人員は10,931人であり、京急線全72駅中53位。近隣の埋立地の開発が進んでおり、2000年代に入ってからは増加傾向にある。
近年の1日平均乗降人員と乗車人員の推移は下記の通り。
| 年度               | 1日平均 乗降人員 | 1日平均 乗車人員 | 出典     |
| ------------------ | ---------------- | ---------------- | -------- |
| 1995年（平成07年） |                  | 4,143            | [ * 1 ]  |
| 1998年（平成10年） |                  | 3,911            | [ * 2 ]  |
| 1999年（平成11年） |                  | 3,906            | [ * 3 ]  |
| 2000年（平成12年） |                  | 4,313            | [ * 3 ]  |
| 2001年（平成13年） |                  | 4,816            | [ * 4 ]  |
| 2002年（平成14年） | 9,638            | 4,993            | [ * 5 ]  |
| 2003年（平成15年） | 11,022           | 5,675            | [ * 6 ]  |
| 2004年（平成16年） | 11,266           | 5,786            | [ * 7 ]  |
| 2005年（平成17年） | 11,633           | 5,966            | [ * 8 ]  |
| 2006年（平成18年） | 11,942           | 6,127            | [ * 9 ]  |
| 2007年（平成19年） | 12,077           | 6,172            | [ * 10 ] |
| 2008年（平成20年） | 12,724           | 6,311            | [ * 11 ] |
| 2009年（平成21年） | 12,644           | 6,270            | [ * 12 ] |
| 2010年（平成22年） | 12,537           | 6,223            | [ * 13 ] |
| 2011年（平成23年） | 12,455           | 6,176            | [ * 14 ] |
| 2012年（平成24年） | 12,508           | 6,213            | [ * 15 ] |
| 2013年（平成25年） | 12,402           | 6,172            | [ * 16 ] |
| 2014年（平成26年） | 12,335           | 6,138            | [ * 17 ] |
| 2015年（平成27年） | 12,475           | 6,206            | [ * 18 ] |
| 2016年（平成28年） | 12,509           | 6,236            | [ * 19 ] |
| 2017年（平成29年） | 12,450           | 6,259            | [ * 20 ] |
| 2018年（平成30年） | 12,424           | 6,252            | [ * 21 ] |
| 2019年（令和元年） | 12,350           | 6,148            | [ * 22 ] |
| 2020年（令和02年） | 8,976            |                  |          |
| 2021年（令和03年） | 9,823            |                  |          |
| 2022年（令和04年） | 10,590           |                  |          |
| 2023年（令和05年） | 10,876           |                  |          |
| 2024年（令和06年） | 10,931           |                  |          |

## 駅周辺
駅の西側・南側は高台、東側・北側は東京湾を埋立てた平地であり、横須賀市街からほど近い住宅地となっている。周辺の地名から安浦と名が付いたようにかつては海岸沿いにあったが、埋立てが進んだ結果、海岸線まで1kmほど離れている。「安浦」の地名は大正時代に安田保善社によって埋立て・造成が行われたことに因んだものである（「安田」の「安」と港の意の「浦」）が、埋立地の大部分は平成町であり、マンション群や現在の駅名の由来となった神奈川県立保健福祉大学が立地する。幹線道路の整備により、郊外型ロードサイド店舗の進出も見られる。なお、駅そばの高台にあった横浜地方裁判所横須賀支部、横浜家庭裁判所横須賀支部、横須賀簡易裁判所、横浜地方検察庁横須賀支部は、2012年12月をもって新港町の新庁舎に移転している。
- 神奈川県立保健福祉大学
- 横須賀三春西郵便局
- 横須賀上町郵便局
- 横須賀佐野町郵便局
- 国道16号
- コジマ
- LIVINよこすか店
- スーパー三和 横須賀店
- うみかぜ公園
- かながわ信用金庫安浦支店
- ホームズ横須賀店
- エイビイ平成町店
- 安浦記念会館

### バス路線
駅前広場やバスターミナルは整備されておらず、直接乗り入れるバス路線はない。駅北側の国道16号上に設置されている京浜急行バス「安浦三丁目」が最寄りバス停。

## 隣の駅
京浜急行電鉄
 本線
■快特・■特急
通過
■普通
横須賀中央駅 (KK59) - 県立大学駅 (KK60) - 堀ノ内駅 (KK61)